# スリープレス・ドメイン
『スリープレス・ドメイン』（原題:Sleepless Domain）は、アメリカ人漫画家であるメアリー・ケーグル(en:Mary Cagle)のアメリカン・コミックス作品である。
孤立した架空の都市を舞台に、魔法少女たちの戦いや生き方、人間模様を描く。

## 概要
メアリー・ケーグルが2012年に企画を立案し、2015年にメアリーによって生み出された本作は、魔法少女たちの生き様や苦悩といったテーマとして描かれている。作風や物語に直接影響を与えているのは、日本のアニメ『魔法少女まどか☆マギカ』である。一方で、悲劇に立ち向かうといった独自の要素を取り入れている。
当初の仮題は「Umbra Rising」であり、Chapter2まではオスカー・ベガがイラストを担当していたが、Chapter3以降は主にメアリーがすべて担当している。
シリーズの主体は主に主人公のウンディーネ・ウェルズを中心に描かれているが、一部のエピソードでは、他の登場人物を中心としている。
また、同じくメアリーが手掛けた作品『Kiwi Blitz』から何人かがゲスト出演している（後述）。

## ストーリー
チーム・アルケミカルのチームメイトである主人公、ウンディーネ・ウェルズはある日、テッサ・クインとの仲違いがきっかけでチームメイトを亡くし、さらに遅れてやってきたテッサもウンディーネのケガを治療する過程で力を失ってしまう。
その数日後、あの悲劇の真相を探る過程で、愛知こころと出会う。こころと共に戦うウンディーネは、戦いの中で「人として生きることの意味」を見出すこととなる。

## 登場人物

### パワートレーング倶楽部(Magical Girl Power Training Club)
ウンディーネ・ウェルズ / アルケミカル・ウォーター(Undine Wells / Alchemical Water)
本作の主人公。かつてのチームアルケミカルのメンバーであり、水の力を操っている。
思いやりが強く、他人のためなら自己犠牲もいとわないこともある。
パトロール中、チームメイトと共にとあるモンスターの襲撃で重傷を負ってしまうが、遅れてやってきたテッサの甲斐もあって回復し、以降はチーム最後の一人となる。
当時は自分に自信が持てなかったが故に内気になりがちであり、チームメイトを失ってからはそれが顕著になっていた。
チームメイトの死から数日後に愛知こころと出会い、それからしばらくしてペアを組むようになる。
全体的に水をイメージした衣装ではあるが、物語が進むにつれその衣装は変化している。
愛知こころ / ハートフル・パンチ(Kokoro Aichi / Heartful Punch)
本作のもう一人の主人公。パワートレーニング倶楽部のリーダーであり、ウンディーネとペアを組むまでは一人で活躍していた。明るく活発的で社交的である。
格闘技を意識した戦い方が特徴。
母親の美月も魔法少女であり、その遺伝なのかこころも魔法少女になったという経緯がある。
父親からは魔法少女になることを反対されているらしく、寮で一人暮らししている。
あだ名を使うことが多く、自身のことを「HP」と称している。
ゾーイ・ブレッチャー(Zoe Blecher)
本編開始直前に魔法少女になっており、ルーとペアを組んでいる。
パチンコを使った戦い方をしているが、臆病ゆえに魔法少女になってからしばらくはモンスターとの戦いを避けていた。
姉のシルバー・ストライク(Silver Strike)に対するコンプレックスを抱いている。
キャシディ・テーラー / フラッシュ・カット(Cassidy Tailor / Flash Cut)
チーム・フラッシュのメンバー。はさみを用いた戦いが特徴で、分身が可能。
倶楽部リーダーであるこころに対する忠誠は崇拝の域に達しており、仲間たちの表面的な振る舞いに対して見下す一面があった。
ウンディーネに対しては、「こころと勝手にペアを組んだクソ野郎」として嫉妬・憎悪を抱いており、ウンディーネに問いただすために一度戦闘になるが、これが理由でこころをはじめとするクラブメンバーに叱責されてしまい、信用を失う。
その夜、一人でパトロールに出がけた彼女だが、その最中にグープスによって消滅してしまう。
ヴェディカ・ダワン / マインドフル・アイ(Vedika Dhawan / Mindful Eye)
戦闘を行わない魔法少女の一人。相手の心を読んだり、テレパシーでコミュニケーションをとることができる。
学園内でもトップクラスの成績をとっており、非常に友好的である。
夜間はクレアの家の近くの病院でボランティアをやっているが、一回だけモンスターと戦ったことがある。
バド / レーザー・スラッシュ(Bud / Laser Thrash)
ハーレイとペアを組んでいる魔法少女。強力なレーザーを放つ大きな花を作り出すことができる。
非常に噂話が好きであり、ウンディーネとこころがペアを組むことをある程度察していた。
ハーレイ / ナックル・スラッシュ(Harley / Knuckle Thrash)
バドとペアを組んでいる魔法少女。こころと同じく格闘技を意識した戦い方をしている。
少し控えめな性格ではあるが、実際には友好的で真面目らしい。

### チーム・アルケミカル(Team Alchemical)
ウンディーネとテッサが所属していたチーム。五大元素（四元素とエーテル）がモチーフとなっている。
テッサ・クィン / アルケミカル・エーテル(Tessa Quinn / Alchemical Aether)
ウンディーネ・ウェルズ / アルケミカル・ウォーター(Undine Wells / Alchemical Water)
上の2名は本人の項を参照。
シルビア・スカイラーク / アルケミカル・エアー(Sylvia Skylark / Alchemical Air)
風を操る魔法少女。物語序盤にモンスターの襲撃でサリー、グウィンと共に命を落としている。
やや傲慢な態度をとりがちではあったが、非常に勤勉でありチームメイトのことを非常に大切に思っている一面がある。
チームの中ではリーダーのテッサを抑え最も人気が高かった。
二人の兄妹がいる。
森田グウィン / アルケミカル・アース(Gwen Morita / Alchemical Earth)
大地を操る魔法少女。
好戦的な性格であり、日常でも一人でトレーニングしている描写がある。
回想シーンではウンディーネに対してアドバイスする一面もあった。
こころに強い憧れを抱いていた。
サリー・フィンタン / アルケミカル・ファイヤー(Sally Fintan / Alchemical Fire)
炎を操る魔法少女。
チームでは最年少であるが故に、非常に自意識過剰である。
テッサがリーダーであることに不満を口にしたことでテッサを怒らせてしまい、結果的にチームの瓦解を招いてしまう。

### チーム・ブリッツ(Team Blitz)
3人の魔法少女と1人のマネージャーで構成されている。全員音楽ジャンル名からとっている。
このチームに登場するキャラクターは、全員が『Kiwi Blitz』からのゲスト出演となっており、相当するキャラクターは【】内で表記している。
- チームメンバー

ポップ・ブリッツ(Pop Blitz)【ステッフィ・フローリッヒ / Steffi Frohlich】
電気の力を持つ魔法少女。
思いやりが強い一方で、自分が思っていることを躊躇なく話すことが多い。
ロニについては嫌悪感を露わにしている。
スイング・ブリッツ(Swing Blitz)【チャンドラ・マキシグ / Chandra Makisig】
チームの中では最年少。いたずらっ子。
テクノ・ブリッツ(Techno Blitz)【42】
ベンと共に情報収集を担っている。また、ドローンを呼び出すことも可能。
なお、原作の42はアンドロイドではあるが、本作における彼女は生身の人間となっている。
- 協力者

ベン / ロック・ブリッツ(Ben / Rock Blitz)【ベンゼン・コントラクター / Benzene Contractor】
チームのマネージャー。

### チーム・フォルテ(Team Forte)
バンドグループを兼ねた魔法少女チーム。音楽がモチーフ。
ロニ / フォルテ・リード(Roni / Forte Lead)
チームリーダー。リードギター、ボーカル担当。当初はソロで活躍していた。
フレンドリーな一方で無神経な一面もある。
ゲイル / フォルテ・ベース(Gail / Forte Bass)
ベースギター担当。無口だが思いやりが強く真面目。
デビー / フォルテ・ドラム(Debbi / Forte Drums)
パーカッション担当。子供っぽい性格でロニよりも無神経。
フォルテ・キー(Forte Keys)
ピアニスト。時々歌を歌うことがある。
メンバーの中で唯一本名が明らかになっていない。

### チーム・メルティ(Team Melty)
2人組のチーム。互いに恋愛関係を持っている。二人とも性格は非常にやさしく、当時のウンディーネの心境に気遣う場面もあった。
アマール・シャルマ / メルティ・フレイム(Amahle Sharma / Melty Flame)
サリーと同じく炎の力を持つ魔法少女。
カリーナ・トムセン / メルティ・フロスト(Carina Thomsen / Melty Frost)
氷の力を持つ魔法少女。

### チーム・アウトレイジ(Team Outrageous)
3人組のチーム。全員果物の名前からとっている。
いずれも本名は明らかになっていない。
アウトレイジ・ライム(Outrageous Lime)
チームリーダー。バットで振り回したり、タバコを吸ったりなど素行は非常によくないが、魔法少女たちとのつながりを大切にしている。
アウトレイジ・レモン(Outrageous Lemon)
普段は優しい一方で、やや生意気な一面がある。
アウトレイジ・アップル(Outrageous Apple)
スケボーが得意な魔法少女。ゲイルとは双子の関係になっている。

### チーム・スピアー(Team Spear)
本編よりも数年前に活躍した3人組のチーム。
リーナ / サンライト・スピアー(Leana / Sunlight Spear)
中世西洋の戦士がモチーフの魔法少女。
後述する出来事によりチーム最後の一人となるが、現在行方は分かっていない。
明星関 / スターライト・スピアー(Mingxing Guan / Starlight Spear)
古代中国の戦士がモチーフの魔法少女。
美月の娘であるこころを救出した際に力と右腕を失い義手となり、以降は防衛局(CDD)に就職している。
渡辺美月 / ムーンライト・スピアー(Mitsuki Watanabe / Moonlight Spear)
こころの母親。奈良・平安時代の日本をモチーフとした衣装を纏っており、薙刀を持っている。
こころを出産したときに力を失い、その数か月後にモンスターの襲撃で自身の親とともに死亡する。

### その他の魔法少女
ルー・バイーア(Rue Bahia)
ゾーイとペアを組んでいる魔法少女。謎の薬を用いて、モンスターに攻撃を仕掛けたり、自身の治療に活用している。
魔法少女としては非公認の立ち位置であるため、イーストタウン高校に通っている。
陰謀論者であり、街における魔法少女たちの扱いについて疑問を示している。
アネモネ(Anemone)
本作における重要な鍵となる人物の一人。以前はナレーション的な立ち回りではあったが、物語中盤からは本格的に本編に深くかかわるようになる。
この街の仕組みについて知っており、白衣の女性についても覚えている模様。
奇襲攻撃を受けた際、建物等を直接覆うバリアーに異常をもたらしたことから、夜間のバリアーを生み出すことができることが示唆されている。
ギャビー(Gabby)
パワートレーニング倶楽部のメンバーではないものの、当倶楽部が活動するジムに通っている。
倶楽部のメンバーと一緒にトレーニングすることもある。
スージー(Suzy)
こころが暮らしている学生寮の寮長。
アビリン(Abilene)
園芸部所属の魔法少女。
自身の活動場所に無断で入ったウンディーネ達を追い払った。

### その他の登場人物
マーク(Mark)
中年男性。ニコデムス(Nicodemus)というネズミを飼っており、夜間の街をさまよっている。
モンスターに対抗できる武器を所持している。
ウィル(Will)
イーストタウン高校の生徒。テッサとは以前から面識があった模様。
クレア(Claire)
ゾーイの従妹。元々こころのファンだが、ある出来事をきっかけにウンディーネのファンにもなる。
金色の獣(The Golden One)
魔法少女を見守る謎の存在。様々な姿の動物に変身することが可能。
テッサからは「他の魔法少女の使い魔ではないか」と推察している。
白衣の女性(The Woman in White)
本作における重要な鍵となる人物の一人。
魔法少女になる直前の夢に必ず現れ、彼女の干渉によって力を授けられることになる。
多くの魔法少女は彼女のことを覚えていないことが多い。

### 敵対人物
グープス(Goops)
本作における重要な鍵となる人物の一人。
本作の黒幕に近い人物であり、モンスターを作り出すことが可能。
魔法少女たちをはじめとする街の人々の苦悶を好んでおり、その為なら手段を選ばない冷酷な人物。
ある出来事をきっかけにウンディーネやテッサに付きまとうようになった。
スライムのように瞬間移動することもできる。
テッサ・クィン / アルケミカル・エーテル(Tessa Quinn / Alchemical Aether)
かつてのチーム・アルケミカルのリーダー。チームメイトであるウンディーネの親友にして後にライバルとなる人物。
強力なエーテル使いの魔法少女としてその名をとどろかせていたが、チームのリーダーとして激しいプライドを持ってしまったが故に、他のチームメイト達と対立してしまい、その日の夜は当初一緒に行くことを反対する。その後、不安のあまりチームメイトの所まで駆けつけたがウンディーネ以外は既に死亡、ウンディーネも重体となっていた。
ウンディーネを救うために自らの力で治療したが、その際に力を失う。
イーストタウン高校に転校してからは、ウンディーネ達に対する罪悪感が渦巻くようになり、複雑に絡み合った感情とグープスからの囁きによって追い詰められていった。
ウンディーネからあの日の悲劇の真相を知り、激昂してグープスと直接対決になるが、その際にグープスに憑依され、グープスのような冷酷な性格になり果ててしまう。

## 世界観ならびに劇中の主な用語

### 世界観
物語の舞台は、場所も名前もわからない都市であり、巨大なバリアによってモンスターからの襲撃を防いでいる。しかし、午後10時から深夜2時の間はそのバリアがなくなりモンスターが侵入してくるため、市民の安全のために魔法少女たちが戦っている。

### 劇中の用語
魔法少女
バリアがなくなる深夜に活躍する10代の少女たちのことを指す。魔法少女になる際、必ず夢の中で白衣の女性と会うことになる。
12歳前後に魔法少女になり、19歳前後でその力を失うが、テッサのようにあまりにも力を使いすぎると19歳近くになってなくても力を失うことがある。
魔法少女になる際、髪と目の色が変わり、体のどこかに自身のシンボルマークがつく。
魔法少女たちはこの街のシンボル的な存在として扱われ、多くのメディアやブランド商品なとで収益を得ている。
フューチャー・プロミス・スクール(Future's Promise School for Magical Girls)
魔法少女たちが通う中高一貫校。
夜間活躍する魔法少女のためか、この街では最も教育などに力を入れているのが特徴。
なお、前述のとおり魔法少女になるタイミングは一定ではないため、学力によってクラス分けがされている。
また、授業が始まる時間がほかの学校よりも遅く、午前11時からとなっている。
イーストタウン高校(Easttown High School)
街の東側にある公立高校。現在ではルーとテッサが通っている。
パワートレーニング倶楽部(Magical Girl Power Training Club)
現在のウンディーネが所属している部活。
こころがキャプテンを務めており、現在は6人の魔法少女たちが所属している。

## 受賞歴
- 2019年 第8回Cartoonist Studio Prize（英語版） - ウェブコミック部門 第8位[3]

### 参照チャプター
1. 1 2 3 4 5 6  Chapter2『The Team』
2. 1 2 3  Chapter10『Diastole』
3. ↑  Chapter14『Circulation』
4. ↑  Chapter15『Downstream』
5. ↑  Chapter20『Aberration』
6. ↑  Chapter1
7. 1 2  Chapter9『Aeration』
8. 1 2  Chapter6『Refraction』
9. ↑  Chapter5『Drifting』
10. 1 2  Chapter17『Confluence』
11. 1 2  Chapter12『Penumbra』
12. ↑  Chapter19『Atrium』
13. 1 2  Chapter18『Distributary』